# Резня на «Бойде»

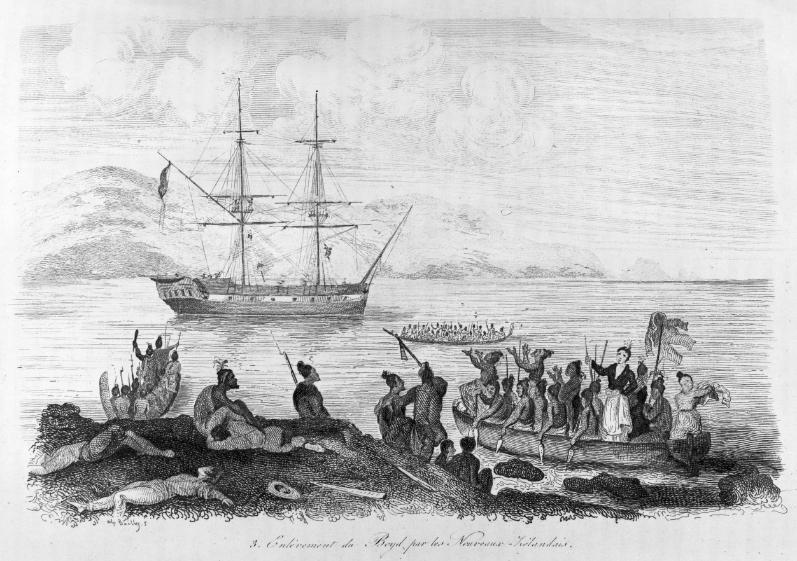
Картина Луи Огюста Сенсона, 1839

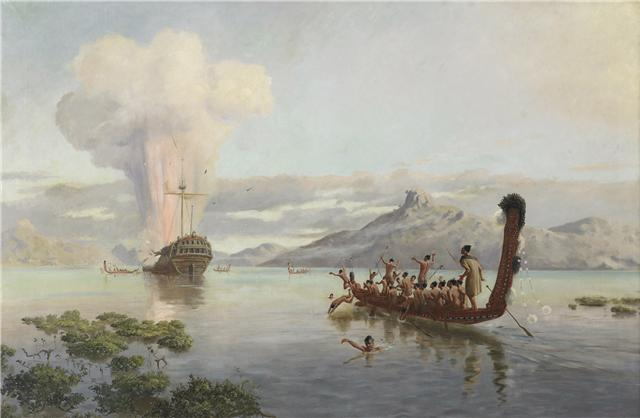
Взрыв «Бойда». Картина Льюиса Джона Стила, 1889

Резня на «Бойде» (англ. Boyd massacre) — массовое убийство пассажиров и экипажа британского судна «Бойд» маорийцами, произошедшее в 1809 году в Вангароа, на Северном острове Новой Зеландии.

## Предыстория
Британский бриг «Бойд» (Boyd) оказался у берегов Новой Зеландии в 1809 году с целью сбора раковин каури. Кроме экипажа на борту находились также пассажиры, всего около 70 человек. Среди них был и сын местного маорийского вождя Те-Ара, которого англичане крестили Джорджем. Он возвращался из Австралии, где пробыл некоторое время, и поступил на борт «Бойда» матросом, чтобы отработать своё путешествие. Конфликт между ним и капитаном, вероятно, стал одной из главных причин трагедии. Джордж отказался исполнять приказы капитана, который требовал от него «грязной» работы, сославшись на «благородное происхождение», и за непослушание был выпорот и заперт в карцер. По другой версии его обвинили в краже. Так или иначе, Джордж/Те-Ара исполнил роль лоцмана, указав капитану Джону Томпсону удобную гавань в бухте Вангароа, рядом с которой жило родное племя. Сойдя на берег, Те-Ара показал соплеменникам шрамы от порки и рассказал о дурном обращении с ним. Такое обращение с человеком знатного происхождения было расценено как оскорбление всего племени и, по маорийским понятиям, требовало «уту» (новозеландский вариант кровной мести).

## Расправа
Между тем капитан Джон Томпсон, не подозревавший об истинных чувствах маори, стал на якорь в бухте Вангароа. Маори во главе с вождём Пиу-Пиу, отцом Те-Ара, никак не проявили своей обиды. Напротив, они были с англичанами радушны и гостеприимны, предложив свои услуги в качестве лоцманов и проводников. Вскоре Джон Томпсон решил исследовать впадавшую в бухту речку и снарядил для этого две лодки, лично возглавив экспедицию. Маорийцы вызвались показать дорогу. Лодки с европейскими моряками, во главе которых был сам Томпсон, заманили в глубь острова, и все англичане, находившиеся на них, были перебиты. Обстоятельства убийства остаются неизвестными, но, как показали последующие события, оно было заранее и хорошо обдумано. Маорийские воины сняли с трупов одежду, сели в лодки сами и направились обратно к кораблю, когда начало темнеть. Хитрость сработала, экипаж не поднял тревоги — очевидно, в сумерках моряки решили, что капитан возвращается, как и отплывал, в сопровождении маори. Внезапная атака застала моряков совершенно неожиданно и превратилась в избиение. Несколько человек спаслись от маори, вскарабкавшись высоко по такелажу, куда те не осмелились за ними последовать.

## Судьба уцелевших
Пятеро матросов, скрывшихся в такелаже, видели, как маорийцы расправились с их товарищами и забрали тела, а также многие ценные вещи с корабля. Не решаясь спуститься, они наутро увидели входившую в бухту пирогу, в которой находился другой маорийский вождь Те-Пахи, ранее сотрудничавший с европейцами. Он снял с опустевшего судна пятерых уцелевших и попытался увезти их в своё селение, но вангароасские маори догнали его и принудили вернуть европейцев им. Все, кроме одного человека, были немедленно убиты. Кроме того, остались живы ещё четыре человека, в том числе два ребёнка, уведённые маори в свою деревню. Само судно маори несколько дней грабили, пока из-за неосторожных попыток использовать мушкеты не произошёл взрыв пороховых погребов. 

Вождь Те-Пахи, хотя не сумел спасти моряков, всё же сообщил британцам о судьбе «Бойда», и через несколько недель в Вангароа пришёл корабль «Эдинбург». Его капитан отчасти силой, отчасти хитростью сумел добиться выдачи четырёх уцелевших пленников (пятого маори к тому времени убили) и судовых бумаг.

## Последствия
Это было не первое убийство европейских моряков маорийцами. Так, ещё в 1772 году маори убили французского капитана Марка-Жозефа Мариона и 25 его товарищей. Но впервые аборигены сумели полностью захватить и уничтожить целый европейский корабль. Гибель «Бойда», вкупе с рассказами выживших, получила широкую известность. Вероломство, предшествовавшее убийству, усилило существовавшее и до этого среди европейцев убеждение, что маорийцам невозможно доверять. Кроме того, тела убитых европейцев маори употребили в пищу, ещё раз подтвердив свою склонность к каннибализму. За Новой Зеландией закрепилось неофициальное название The Cannibal isles (Острова людоедов), которое держалось долгое время. Многие из английских моряков Тихого океана, кроме того, считали, что маори заслуживают сурового наказания, которое не осуществил капитан «Эдинбурга». Вскоре была снаряжена карательная экспедиция и, по грустной иронии, её жертвой оказалось селение вождя Те-Пахи, который пытался как мог помочь уцелевшим и сообщил об их судьбе. Селение было сожжено, при этом погибли сам Те-Пахи и несколько десятков его соплеменников. 

Резня на «Бойде» заставила отложить планировавшееся основание в Новой Зеландии христианских миссий, а жестокая и безадресная кара за неё усилила неприязнь маори к белым.